# Kyoto Sanga FC
Kyoto Sanga (京都サンガ) là một câu lạc bộ bóng đá chuyên nghiệp Nhật Bản hiện đang thi đấu tại J. League Hạng 1. Tên của đội bóng "Sanga" bắt nguồn từ từ sangha trong tiếng Phạn, một thuật ngữ có nghĩa là "nhóm" hoặc "câu lạc bộ" và thường được dùng để chỉ giới tăng lữ Phật giáo, liên kết câu lạc bộ với nhiều ngôi chùa Phật giáo tại Kyoto
Câu lạc bộ trước đây được gọi là Kyoto Purple Sanga với màu tím là màu chính của đội, một màu sắc hoàng gia phản ánh vị thế của Kyoto là thủ đô cổ xưa của Nhật Bản. Đã có quyết định là từ mùa giải 2007, đội sẽ chỉ được gọi là "Kyoto Sanga". Đội bóng là câu lạc bộ lâu đời nhất thi đấu tại J.League.
Kyoto Sanga đã giành được hai chức vô địch J2 League và một Cúp Thiên hoàng.

## Lịch sử
Câu lạc bộ được thành lập với tên gọi Kyoto Shiko Club, một trong số ít câu lạc bộ bóng đá Nhật Bản thực sự hoàn toàn cống hiến cho bóng đá và không phải là một phần của một công ty. Giống như Ventforet Kofu, câu lạc bộ không thể lên hạng lên Hạng 1 của Japan Soccer League do giải đấu đã được các đội bóng công ty thống trị. Vào năm 1993, sau khi J.League được thành lập, Kyoto Shiko Club, được hỗ trợ bởi các khoản tiền từ các nhà tài trợ mới tại địa phương là Kyocera và Nintendo, đã trở thành một đội bóng chuyên nghiệp (mặc dù một số cầu thủ đã rời đội và thành lập câu lạc bộ của riêng họ) và gia nhập Japan Football League (giải hạng hai sau JLeague vào khoảng thời gian 1992-1998) trước đây dưới cái tên mới là Kyoto Purple Sanga.
Lần đầu tiên tham gia J.League vào năm 1996, Kyoto Purple Sanga nắm giữ danh hiệu là đội xuống hạng nhiều nhất của giải đấu, đã bị xuống hạng ba lần vào các mùa giải khác nhau. Việc xuống hạng xuống J2 League diễn ra vào cuối mùa giải 2000, 2003 và 2006; nhiều hơn bất kỳ đội nào khác. Đội bóng bị xuống hạng năm 2003 mặc dù có nhiều cầu thủ đội tuyển quốc gia như Park Ji-sung và Daisuke Matsui trong đội hình, và cuối cùng họ đã chuyển sang chơi cho các câu lạc bộ châu Âu.
Vào tháng 12 năm 2007, câu lạc bộ đã giành được vé quay trở lại J1 League lần thứ tư trong lịch sử thông qua vòng play-off thăng hạng/xuống hạng và do đó rút ngắn tên câu lạc bộ thành Kyoto Sanga. Thất bại 0–2 trên sân nhà trước Urawa Reds vào ngày 14 tháng 11 năm 2010 đã làm chắc chắn về sự xuống hạng của Sanga khi họ quay trở lại J2, chấm dứt chuỗi ba mùa giải liên tiếp của họ ở giải đấu cao nhất Nhất Bản.
Vào mùa giải 2021, Kyoto Sanga đã trở lại J1 League sau 11 năm vắng bóng và kết thúc ở vị trí á quân. Vào năm 2022, Kyoto Sanga vẫn ở lại J1 League sau trận hòa 1–1 với Roasso Kumamoto trong trận play-off thăng hạng/ xuống hạng.

## Các câu lạc bộ liên kết
- Amitie SC (Hạng nhất Giải bóng đá Kansai) – tách khỏi Câu lạc bộ Kyoto Shiko sau khi đội bóng được chuyên nghiệp hóa; câu lạc bộ nghiệp dư
- Câu lạc bộ Kyoto Shiko (Hạng nhì Giải bóng đá Kansai) – tách khỏi Kyoto BAMB 1993 (nay là Kyoto Amitie) vào năm 1998; câu lạc bộ nghiệp dư
- Câu lạc bộ bóng đá nữ Shiko (Giải bóng đá nữ Kansai) – liên kết với Câu lạc bộ Shiko Kyoto ngày nay

## Trang phục thi đấu

### Màu áo đấu
Kyoto Sanga được coi là sự tiếp nối chính của Câu lạc bộ Kyoto Shiko từng thi đấu ở Giải bóng đá hạng nhì Japan Soccer League. "Shiko" (紫光) có nghĩa là "màu tím rực rỡ" và là màu mà Shiko/Sanga luôn mặc.

### Áo đấu qua các năm
| Sân nhà - 1st | Sân nhà - 1st | Sân nhà - 1st | Sân nhà - 1st | Sân nhà - 1st |
| ------------- | ------------- | ------------- | ------------- | ------------- |
| 1997 - 1998   | 1999          | 2000          | 2001 - 2002   | 2003 - 2004   |
| 2005 - 2006   | 2007 - 2008   | 2009 - 2010   | 2011 - 2012   | 2013          |
| 2014          | 2015 - 2016   | 2017 - 2018   | 2019          | 2020          |
| 2021          | 2022          | 2023          | 2024          | 2025 -        |

| Sân khách - 2nd | Sân khách - 2nd | Sân khách - 2nd | Sân khách - 2nd | Sân khách - 2nd |
| --------------- | --------------- | --------------- | --------------- | --------------- |
| 1997 - 1998     | 1999 - 2000     | 2001 - 2002     | 2003 - 2004     | 2005 - 2006     |
| 2007 - 2008 2nd | 2007 - 2008 3rd | 2009            | 2010            | 2011 - 2012     |
| 2013            | 2014            | 2015 - 2016     | 2017 - 2018     | 2019            |
| 2020            | 2021            | 2022            | 2023            | 2024            |
| 2025 -          |                 |                 |                 |                 |

| Áo đấu phụ      | Áo đấu phụ                          | Áo đấu phụ                                     | Áo đấu phụ                                     | Áo đấu phụ |
| --------------- | ----------------------------------- | ---------------------------------------------- | ---------------------------------------------- | ---------- |
| 2007 - 2008 3rd | 2019 · Kỷ niệm 25 năm thành lập đội | 2022 · Áo đấu sân nhà phiên bản có hạn tháng 9 | 2023 · Áo đấu sân nhà phiên bản có hạn tháng 8 |            |
|                 |                                     |                                                |                                                |            |

## Sân nhà

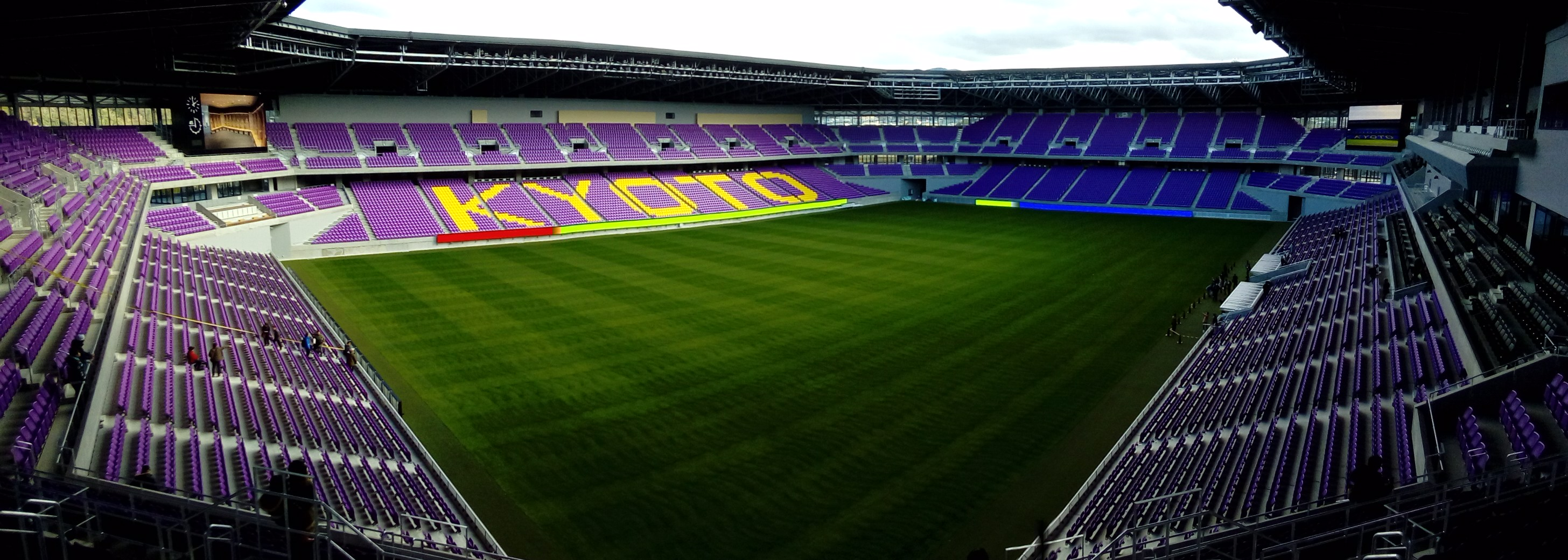
Sanga Stadium by Kyocera

### Takebishi Stadium Kyoto
Kyoto Sanga đã chơi hầu hết các trận đấu trên sân nhà của họ tại Sân vận động Takebishi Kyoto . Sân vận động này có sức chứa lên tới 20.588 người và được xây dựng vào năm 1942. Năm 2019, Kyoto Sanga đã công bố kế hoạch chuyển đến Sân vận động Sanga của Kyocera, một sân vận động mới dành riêng cho bóng đá đang được xây dựng tại Kameoka cho mùa giải 2020.

### Sanga Stadium by Kyocera
Vào ngày 11 tháng 1 năm 2020, Kyoto Sanga đã chuyển đến sân vận động mới của họ, Sân vận động Sanga của Kyocera, đây là sân vận động bóng đá chuyên nghiệp đầu tiên tại Kyoto. Quyền đặt tên đã được công ty gốm sứ Kyocera mua lại sau khi ký hợp đồng trị giá 20 năm trị giá 2 tỷ Yên.

## Cấu thủ
Tính đến Tính đến 23 tháng 1 năm 2025
Ghi chú: Quốc kỳ chỉ đội tuyển quốc gia được xác định rõ trong điều lệ tư cách FIFA. Các cầu thủ có thể giữ hơn một quốc tịch ngoài FIFA.
| Số | VT | Quốc gia | Cầu thủ                     |
| -- | -- | -------- | --------------------------- |
| 1  | TM | Hàn Quốc | Gu Sung-yun (đội phó)       |
| 2  | HV | Nhật Bản | Shinnosuke Fukuda (đội phó) |
| 3  | HV | Nhật Bản | Shogo Asada                 |
| 4  | HV | Brasil   | Patrick William             |
| 5  | HV | Nhật Bản | Hisashi Appiah Tawiah       |
| 6  | TV | Brasil   | João Pedro                  |
| 7  | TV | Nhật Bản | Sota Kawasaki (đội trưởng)  |
| 8  | TV | Nhật Bản | Takuji Yonemoto             |
| 9  | TĐ | Brasil   | Rafael Elias (đội phó)      |
| 10 | TV | Nhật Bản | Shimpei Fukuoka             |
| 11 | TĐ | Brasil   | Marco Túlio                 |
| 14 | TĐ | Nhật Bản | Taichi Hara                 |
| 15 | HV | Nhật Bản | Kodai Nagata                |
| 16 | TV | Nhật Bản | Shohei Takeda               |
| 17 | TĐ | Nhật Bản | Yuto Anzai                  |
| 18 | TV | Nhật Bản | Temma Matsuda               |
| 20 | HV | Nhật Bản | Kazunari Kita               |

| Số | VT | Quốc gia | Cầu thủ                                        |
| -- | -- | -------- | ---------------------------------------------- |
| 21 | TM | Nhật Bản | Kentaro Kakoi                                  |
| 22 | HV | Nhật Bản | Hidehiro Sugai                                 |
| 24 | HV | Nhật Bản | Yuta Miyamoto (cho mượn từ Urawa Red Diamonds) |
| 26 | TM | Nhật Bản | Gakuji Ota                                     |
| 29 | TV | Nhật Bản | Masaya Okugawa                                 |
| 30 | HV | Nhật Bản | Rikuto Iida                                    |
| 31 | TĐ | Nhật Bản | Sora Hiraga                                    |
| 36 | TM | Nhật Bản | Akira Fantini                                  |
| 39 | TV | Nhật Bản | Taiki Hirato                                   |
| 44 | TV | Nhật Bản | Kyo Sato                                       |
| 48 | TV | Nhật Bản | Ryuma Nakano                                   |
| 50 | HV | Nhật Bản | Yoshinori Suzuki (đội phó)                     |
| 51 | TV | Nhật Bản | Yoon Sung-jun Type 2                           |
| 52 | TĐ | Nhật Bản | Ko Sakai Type 2                                |
| 56 | TM | Nhật Bản | Atsushi Honda Type 2                           |
| 77 | TV | Brasil   | Murilo Costa                                   |
| 93 | TĐ | Nhật Bản | Shun Nagasawa                                  |

### Cho mượn
Ghi chú: Quốc kỳ chỉ đội tuyển quốc gia được xác định rõ trong điều lệ tư cách FIFA. Các cầu thủ có thể giữ hơn một quốc tịch ngoài FIFA.
| Số | VT | Quốc gia | Cầu thủ                                      |
| -- | -- | -------- | -------------------------------------------- |
| —  | HV | Nhật Bản | Keita Matsuda (cho mượn từ Renofa Yamaguchi) |
| —  | HV | Nhật Bản | Yuta Ueda (cho mượn từ JEF United Chiba)     |

| Số | VT | Quốc gia | Cầu thủ                            |
| -- | -- | -------- | ---------------------------------- |
| —  | TĐ | Nhật Bản | Fuki Yamada (cho mượn từ Nacional) |

## Ban huấn luyện và nhân viên đội
Mùa gải 2024
| Vị trí          | Tên                                                          |
| --------------- | ------------------------------------------------------------ |
| HLV trưởng      | Cho Kwi-jae                                                  |
| Trợ lý HLV      | Ryuji Ishikawa Koichi Sugiyama Naomichi Wakamiya Shuto Wakui |
| HLV thủ môn     | Yasuhiro Tominaga                                            |
| HLV thể lực     | Hirokazu Nishigata                                           |
| HLV tập luyện   | Minoru Kimoto                                                |
| HLV tập luyện   | Yoshiaki Shirai Masaki Dozono Takuya Kawada                  |
| Phiên dịch viên | Taketo Okamoto Hiroki Kimura                                 |
| Competent       | Naoya Omae                                                   |
| Side Affairs    | Ryusei Ishikura                                              |
| Quản lý áo đấu  | Noriyuki Matsuura                                            |

## Danh hiệu
| Danh Hiệu                          | No. | Năm                    |
| ---------------------------------- | --- | ---------------------- |
| Kansai Soccer League               | 4   | 1969, 1971, 1979, 1988 |
| Giải bóng đá vô địch toàn Nhật Bản | 1   | 1988                   |
| J2 League                          | 2   | 2001, 2005             |
| Cúp Thiên hoàng                    | 1   | 2002                   |

## Huấn luyện viên
| Huấn luyện viên    | Quốc tịch     | Tenure          | Tenure           |
| Huấn luyện viên    | Quốc tịch     | Bắt đầu         | Hết nhiệm kì     |
| ------------------ | ------------- | --------------- | ---------------- |
| Bunji Kimura       | Nhật Bản      | 1 January 1983  | 30 June 1990     |
| George Yonashiro   | Nhật Bản      | 1 February 1994 | 31 January 1995  |
| Oscar              | Brasil        | 1 February 1995 | 10 June 1996     |
| George Yonashiro   | Nhật Bản      | 11 June 1996    | 31 January 1997  |
| Pedro Rocha        | Uruguay       | 1 January 1997  | 31 December 1997 |
| Hans Ooft          | Hà Lan        | 1 February 1998 | 1 June 1998      |
| Hidehiko Shimizu   | Nhật Bản      | 2 June 1998     | 30 June 1999     |
| Shū Kamo           | Nhật Bản      | 1 July 1999     | 31 May 2000      |
| Gert Engels        | Đức           | 1 June 2000     | 31 May 2003      |
| Bunji Kimura       | Nhật Bản      | 1 June 2003     | 30 June 2003     |
| Pim Verbeek        | Hà Lan        | 1 July 2003     | 31 December 2003 |
| Akihiro Nishimura  | Nhật Bản      | 1 February 2004 | 13 June 2004     |
| Kōichi Hashiratani | Nhật Bản      | 14 June 2004    | 4 October 2006   |
| Naohiko Minobe     | Nhật Bản      | 5 October 2006  | 11 October 2007  |
| Hisashi Katō       | Nhật Bản      | 12 October 2007 | 27 July 2010     |
| Yutaka Akita       | Nhật Bản      | 27 July 2010    | 31 January 2011  |
| Takeshi Ōki        | Nhật Bản      | 1 February 2011 | 31 January 2014  |
| Valdeir Vieira     | Brasil        | 1 January 2014  | 18 June 2014     |
| Ryōichi Kawakatsu  | Nhật Bản      | 29 June 2014    | 31 January 2015  |
| Masahiro Wada      | Nhật Bản      | 1 February 2015 | 10 July 2015     |
| Kiyotaka Ishimaru  | Nhật Bản      | 11 July 2015    | 6 December 2016  |
| Takanori Nunobe    | Nhật Bản      | 1 January 2017  | 10 May 2018      |
| Boško Gjurovski    | Bắc Macedonia | 11 May 2018     | 31 January 2019  |
| Ichizō Nakata      | Nhật Bản      | 1 February 2019 | 31 January 2020  |
| Noritada Saneyoshi | Nhật Bản      | 1 February 2020 | 31 January 2021  |
| Cho Kwi-jae        | Hàn Quốc      | 1 February 2021 | Current          |

## Đội trưởng
- Naohiko Minobe 1994
- Makoto Sugiyama 1995
- Satoru Mochizuki 1996
- Ruy Ramos 1997
- Yuji Okuma 1997
- Hajime Moriyasu 1998
- Hisashi Kurosaki 1999
- Kazuyoshi Miura 2000
- Naoto Otake 2001
- Hiroshi Noguchi 2002
- Kiyotaka Ishimaru 2003–2004
- Daisuke Nakaharai 2005–2006
- Daisuke Saito 2007
- Yūto Satō 2008–2009
- Atsushi Yanagisawa 2010
- Diego Souza 2011
- Hiroki Nakayama 2012
- Jun Ando 2013
- Koji Yamase 2014
- Satoshi Yamaguchi 2015
- Takanori Sugeno 2016–2017
- Yuta Someya 2018
- Takumi Miyayoshi 2019
- Jun Ando 2020
- Temma Matsuda 2021–2022
- Sota Kawasaki 2023–

## Thành tích tại J League
| Vô địch | Á quân | Thứ ba | Thăng hạng | Xuống hạng |

| Mùa giải           | Hạng đấu | Số đội | Vị trí | Số trận | Thắng      | Hòa | Thua       | F  | A  | Hiệu số | Điểm | Số khán giả trung bình | J.League Cup   | Emperor's Cup   |
| ------------------ | -------- | ------ | ------ | ------- | ---------- | --- | ---------- | -- | -- | ------- | ---- | ---------------------- | -------------- | --------------- |
| Kyoto Purple Sanga |          |        |        |         |            |     |            |    |    |         |      |                        |                |                 |
| 1996               | J1       | 16     | 16th   | 30      | 8          | 0   | 22         | 22 | 54 | -32     | 24   | 9,404                  | Group stage    | Quarter-finals  |
| 1997               | J1       | 17     | 14th   | 32      | 9 (0 / 0)  | -   | 18 (3 / 2) | 40 | 70 | -30     | 27   | 7,881                  | Group stage    | Round of 16     |
| 1998               | J1       | 18     | 13th   | 34      | 10 (4 / 1) | -   | 16 (3 / 0) | 47 | 63 | -16     | 39   | 8,015                  | Group stage    | 3rd round       |
| 1999               | J1       | 16     | 12th   | 30      | 9 (2)      | 0   | 15 (4)     | 38 | 58 | -20     | 31   | 8,859                  | 2nd round      | Round of 16     |
| 2000               | J1       | 16     | 15th   | 30      | 7 (1)      | 2   | 15 (5)     | 39 | 66 | -27     | 25   | 7,253                  | Semi-finals    | 3rd round       |
| 2001               | J2       | 12     | 1st    | 44      | 23 (5)     | 5   | 11 (0)     | 79 | 48 | 31      | 84   | 3,808                  | 1st round      | Round of 16     |
| 2002               | J1       | 16     | 5th    | 30      | 11 (6)     | 1   | 12         | 44 | 42 | 2       | 46   | 10,352                 | Group stage    | Winner          |
| 2003               | J1       | 16     | 16th   | 30      | 6          | 5   | 19         | 28 | 60 | -32     | 23   | 10,850                 | Group stage    | 3rd round       |
| 2004               | J2       | 12     | 5th    | 44      | 19         | 12  | 13         | 65 | 53 | 12      | 69   | 7,807                  | Not eligible   | 4th round       |
| 2005               | J2       | 12     | 1st    | 44      | 30         | 7   | 7          | 89 | 40 | 49      | 97   | 7,857                  | Not eligible   | 4th round       |
| 2006               | J1       | 18     | 18th   | 34      | 4          | 10  | 20         | 38 | 74 | -36     | 22   | 9,781                  | Group stage    | 4th round       |
| Kyoto Sanga        |          |        |        |         |            |     |            |    |    |         |      |                        |                |                 |
| 2007               | J2       | 13     | 3rd    | 48      | 24         | 14  | 10         | 80 | 59 | 21      | 86   | 6,629                  | Not eligible   | 3rd round       |
| 2008               | J1       | 18     | 14th   | 34      | 11         | 8   | 15         | 37 | 46 | -9      | 41   | 13,687                 | Group stage    | Round of 16     |
| 2009               | J1       | 18     | 12th   | 34      | 11         | 8   | 15         | 35 | 47 | -12     | 41   | 11,126                 | Group stage    | 3rd round       |
| 2010               | J1       | 18     | 17th   | 34      | 4          | 7   | 23         | 30 | 60 | -30     | 19   | 10,510                 | Group stage    | 3rd round       |
| 2011               | J2       | 20     | 7th    | 38      | 17         | 7   | 14         | 50 | 45 | 5       | 58   | 6,294                  | Not eligible   | Runners-up      |
| 2012               | J2       | 22     | 3rd    | 42      | 23         | 5   | 14         | 61 | 45 | 16      | 74   | 7,273                  | Not eligible   | 3rd round       |
| 2013               | J2       | 22     | 3rd    | 42      | 20         | 10  | 12         | 68 | 46 | 22      | 70   | 7,891                  | Not eligible   | 3rd round       |
| 2014               | J2       | 22     | 9th    | 42      | 14         | 18  | 10         | 57 | 52 | 5       | 60   | 7,520                  | Not eligible   | 3rd round       |
| 2015               | J2       | 22     | 17th   | 42      | 12         | 14  | 16         | 45 | 51 | -6      | 50   | 7,491                  | Not eligible   | 3rd round       |
| 2016               | J2       | 22     | 5th    | 42      | 18         | 15  | 9          | 50 | 37 | 13      | 69   | 6,524                  | Not eligible   | 2nd round       |
| 2017               | J2       | 22     | 12th   | 42      | 14         | 15  | 13         | 55 | 47 | 8       | 57   | 6,748                  | Not eligible   | 2nd round       |
| 2018               | J2       | 22     | 19th   | 42      | 12         | 7   | 23         | 40 | 58 | -18     | 43   | 5,663                  | Not eligible   | 3rd round       |
| 2019               | J2       | 22     | 8th    | 42      | 19         | 11  | 12         | 59 | 56 | 3       | 68   | 7,850                  | Not eligible   | 2nd round       |
| 2020 †             | J2       | 22     | 8th    | 42      | 16         | 11  | 15         | 47 | 45 | 2       | 59   | 2,924                  | Not eligible   | Did not qualify |
| 2021 †             | J2       | 22     | 2nd    | 42      | 24         | 12  | 6          | 59 | 31 | 28      | 84   | 5,207                  | Not eligible   | Round of 16     |
| 2022               | J1       | 18     | 16th   | 34      | 8          | 12  | 14         | 30 | 38 | -8      | 36   | 11,692                 | Play-off stage | Semi-finals     |
| 2023               | J1       | 18     | 13th   | 34      | 12         | 4   | 18         | 40 | 45 | -5      | 40   | 12,141                 | Group stage    | 2nd round       |
| 2024               | J1       | 20     | 14th   | 38      | 12         | 11  | 15         | 43 | 55 | -12     | 47   | 13,535                 | 2nd Round      | Semi-finals     |
| 2025               | J1       | 20     | TBA    | 38      |            |     |            |    |    |         |      |                        | TBD            | TBD             |

Key
- Pos. = Position in league; P = Games played; W = Games won; D = Games drawn; L = Games lost; F = Goals scored; A = Goals conceded; GD = Goals difference; Pts = Points gained
- OTW / PKW = Overtime wins / Penalty kicks wins 1997 & 1998 seasons - 1999, 2000, 2001 & 2002 Overtime wins only
- OTL / PKL = Overtime losses / Penalty kicks losses 1997 and 1998 seasons - 1999, 2000 & 2001 Overtime losses only
- 3 points for a win; 2 points for an overtime win (OTW), 1 point for a penalty kick win (PKW); 1 point for a drawn game.
- Attendance/G = Average home league attendance
- † 2020 & 2021 seasons attendances reduced by COVID-19 worldwide pandemic
- Source: J.League Data Site

## Lịch sử tại giải đấu
- Kansai Soccer League: 1966–1971 (as Kyoto Shiko Club)
- Division 2 (JSL Division 2): 1972–1978 (as Kyoto Shiko Club)
- Kansai Soccer League: 1979–1988 (as Kyoto Shiko Club)
- Division 2 (JSL Division 2): 1989–1991 (as Kyoto Shiko Club)
- Division 3 (Old JFL Division 2): 1992 (as Kyoto Shiko Club)
- Division 2 (Old JFL Division 1): 1993–1995 (as Kyoto Shiko Club 1993; Kyoto Purple Sanga afterwards)
- Division 1 (J1 League): 1996–2000 (as Kyoto Purple Sanga)
- Division 2 (J2 League): 2001 (as Kyoto Purple Sanga)
- Division 1 (J1 League): 2002–2003 (as Kyoto Purple Sanga)
- Division 2 (J2 League): 2004–2005 (as Kyoto Purple Sanga)
- Division 1 (J1 League): 2006 (as Kyoto Purple Sanga)
- Division 2 (J2 League): 2007
- Division 1 (J1 League): 2008–2010
- Division 2 (J2 League): 2011–2021
- Division 1 (J1 League): 2022–present

(As of 2023): 13 seasons in the top tier, 28 seasons in the second tier, 1 season in the third tier and 16 seasons in the Regional Leagues.